# Paralelo 69 S
O Paralelo 69S é um paralelo no 69° grau a sul do plano equatorial terrestre.

## Dimensões
Conforme o sistema geodésico WGS 84, no nível de latitude 69° S, um grau de longitude equivale a 40 km; a extensão total do paralelo é portanto 14.404 km, cerca de 36 % da extensão do Equador, da qual esse paralelo dista 7.637 km, distando 2.345 km do polo sul.

## Cruzamentos
O paralelo 69 S cruza terra firme da Antártica em cerca de 34 % de sua extensão, em 5 trechos separados. Os outros dois terços do trajeto são sobre o Oceano Antártico.